# Karpove, Rozdilna
Karpove (în ucraineană Карпове) este un sat în comuna Rozdilna din raionul Rozdilna, regiunea Odesa, Ucraina.

## Demografie
Componența lingvistică a localității Karpove
     Ucraineană (100%)
Conform recensământului din 2001, toată populația localității Karpove era vorbitoare de ucraineană (100%).